# PhilPapers
PhilPapers是一个交互式的哲学期刊文章学术数据库，由西安大略大学数字哲学中心维护。截至2022年，该数据拥有394,867名注册用户，大多数为专业哲学家和研究生。
PhilPapers获得其他组织的资金支持，包括2009年初英国联合信息系统委员会提供的大量资助。该数据库因其全面性和组织性并定期更新而受到赞誉。除了存档论文外，编辑们还持续运行和发布学术哲学家调查。